# EL-DE-Haus

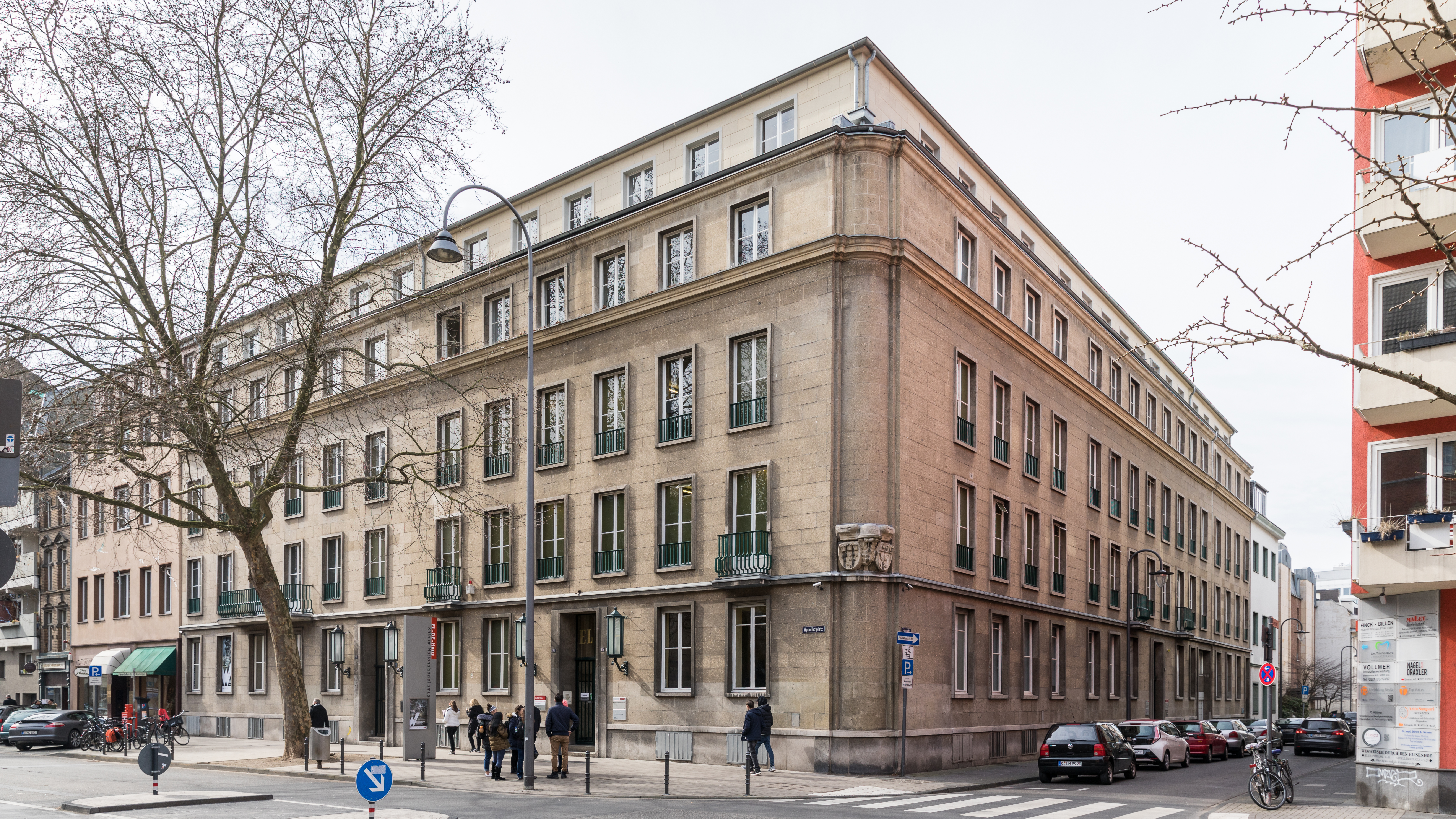
EL-DE-Haus, Blick vom Appellhofplatz (2018)

Das EL-DE-Haus ist ein nach den Initialen seines Erbauers Leopold Dahmen genanntes ursprünglich als Wohn- und Geschäftshaus konzipiertes Haus im Kölner Stadtteil Altstadt-Nord, das als Gestapodienststelle und Gefängnis zwischen 1935 und 1945 zum Inbegriff nationalsozialistischer Schreckensherrschaft in Köln wurde. Seit 1988 beherbergt es das NS-Dokumentationszentrum der Stadt Köln.

## Baubeschreibung und Geschichte

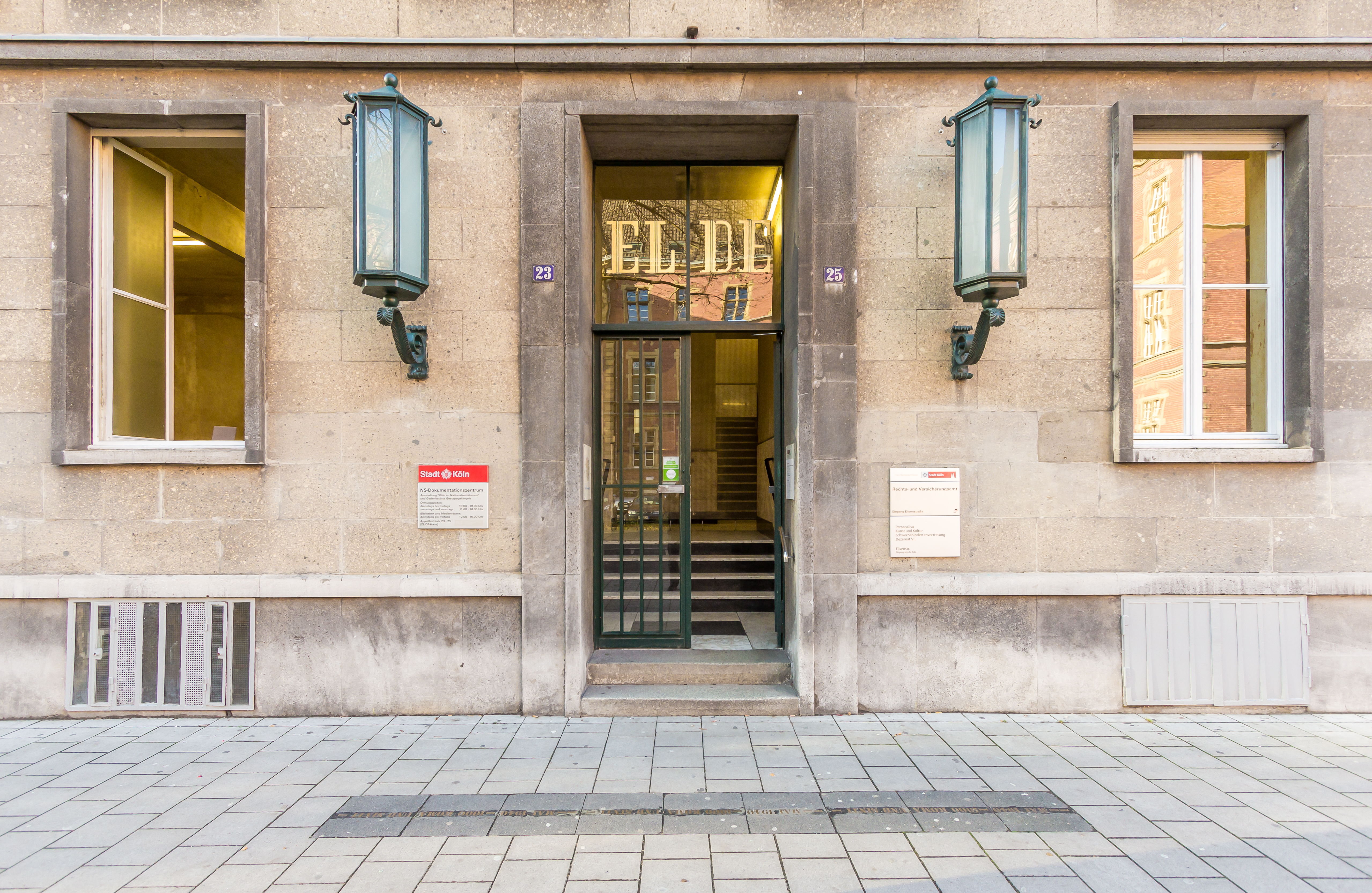
Eingangsbereich zum EL-DE-Haus, im Vordergrund die „Spur der Erinnerung“

Das Gebäude wurde im Auftrag des Kölner Gold- und Uhrengroßhändlers Leopold Dahmen 1934/35 nach den Plänen des Architekten Hans Erberich als Wohn- und Geschäftshaus am Appellhofplatz 23–25, Ecke Elisenstraße, erbaut. Dahmen ließ an der Hausecke das Kölner Stadtwappen und daneben sein Wappen, bestehend aus zwei gekreuzten Uhrzeigern mit den Initialen L und D und dem Schriftzug EL-DE darüber anbringen. Nach einem Baustillstand im Sommer 1935 wurde es noch im Rohbau von der Kölner Gestapo beschlagnahmt, aber nicht enteignet. Für die Gestapo besaß das repräsentative Gebäude mitten im Herzen der Stadt eine ausgezeichnete Lage, befand es sich in unmittelbarer Nähe des Polizeipräsidiums in der Krebsgasse, des Gerichtsgebäudes und des Zentralgefängnisses Klingelpütz.

Am 1. Dezember 1935 bezog die Gestapo als Mieter das noch unfertige Haus und ließ im Keller durch Häftlinge zehn Zellen bauen, die mit eisernen Pritschen ausgestattet wurden, dazu kleine Wachräume sowie nischenartige Wasch- und Toilettenräume und einen Galgen. Der Keller war über zwei steile Treppen zugänglich, die mit Eisengittern gesichert wurden. Der Haupteingang war am Appellhofplatz, der Nebeneingang an der Elisenstraße. Zwei schmale rechtwinklig zueinander angelegte Gänge trennten die Zellen 1 bis 4 an der Elisenstraße von den restlichen Zellen am Appellhofplatz. Zwischen der Zelle 4 und 5 befand sich ein großer zweistöckiger Heizungskeller, der zusätzlich den Gang verengte. Die Zellen an der Elisenstraße hatten eine Größe von 5,2 bis 5,3 m²; die weiteren Zellen, vom Appellhofplatz kommend, schwankten zwischen 4,6 und 9,3 m². Vereinzelt wird angenommen, dass ein unterirdischer Gang die Gestapo-Zentrale mit dem gegenüber gelegenen Justizgebäude am Appellhofplatz verbunden habe, was jedoch durch keine überprüfbaren Quellenangaben belegt ist. Insbesondere existieren – soweit ersichtlich – keine Veröffentlichungen, wonach in einem dieser beiden Gebäude Spuren des angeblichen Gangs gefunden worden wären. Eine solche aufwändige Geheimhaltung hätten die auf Terror-Außenwirkung bedachten Nationalsozialisten auch nicht nötig gehabt. Im Untergeschoss befand sich ein Luftschutzkeller. Die Zellen dienten ursprünglich zur Unterbringung der Verhafteten während der Dauer der Verhöre. Später stellte sich anhand von Wandinschriften der Häftlinge heraus, dass diese dort mehrere Wochen und Monate verbringen mussten.

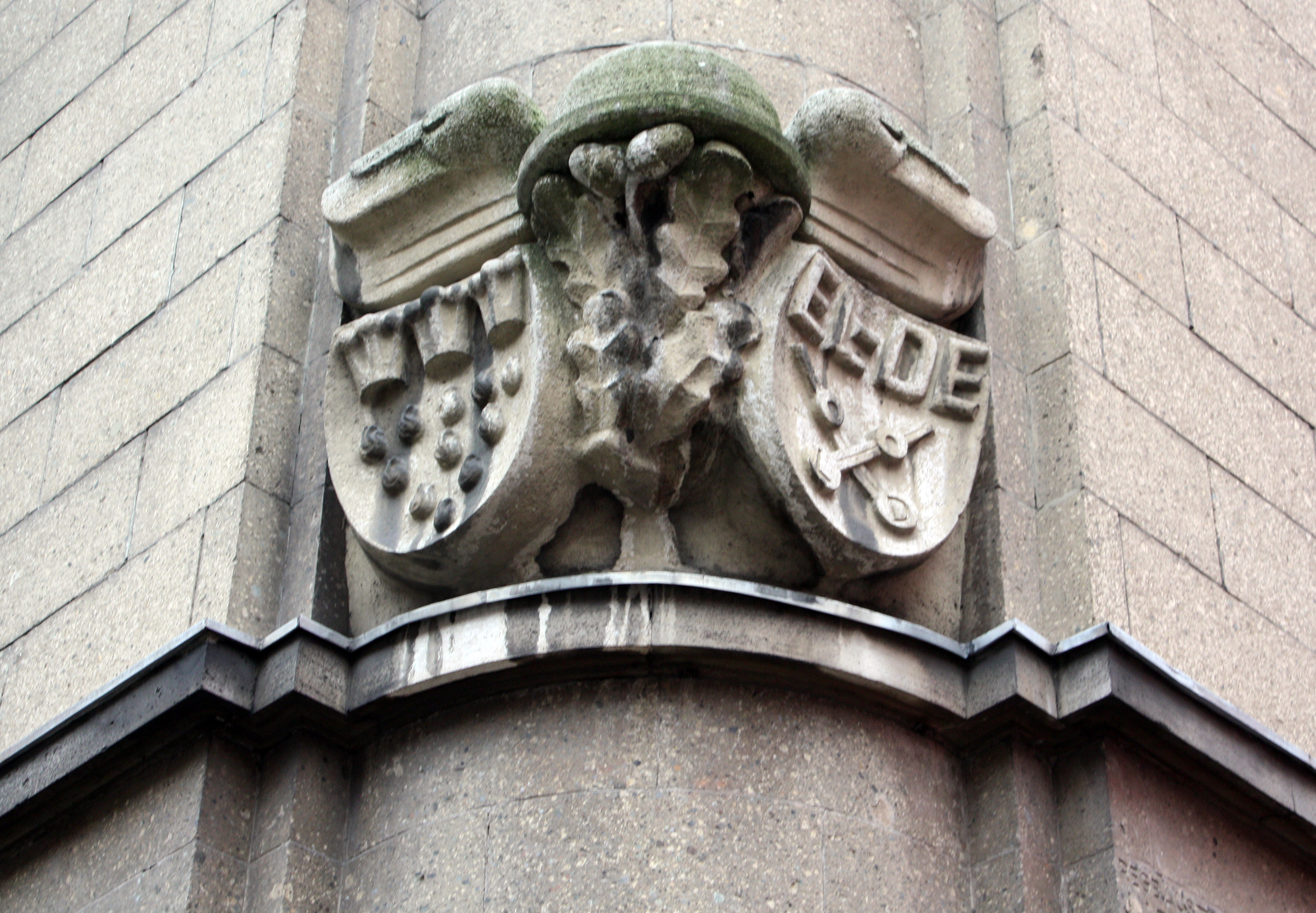
Wappen am EL-DE-Haus

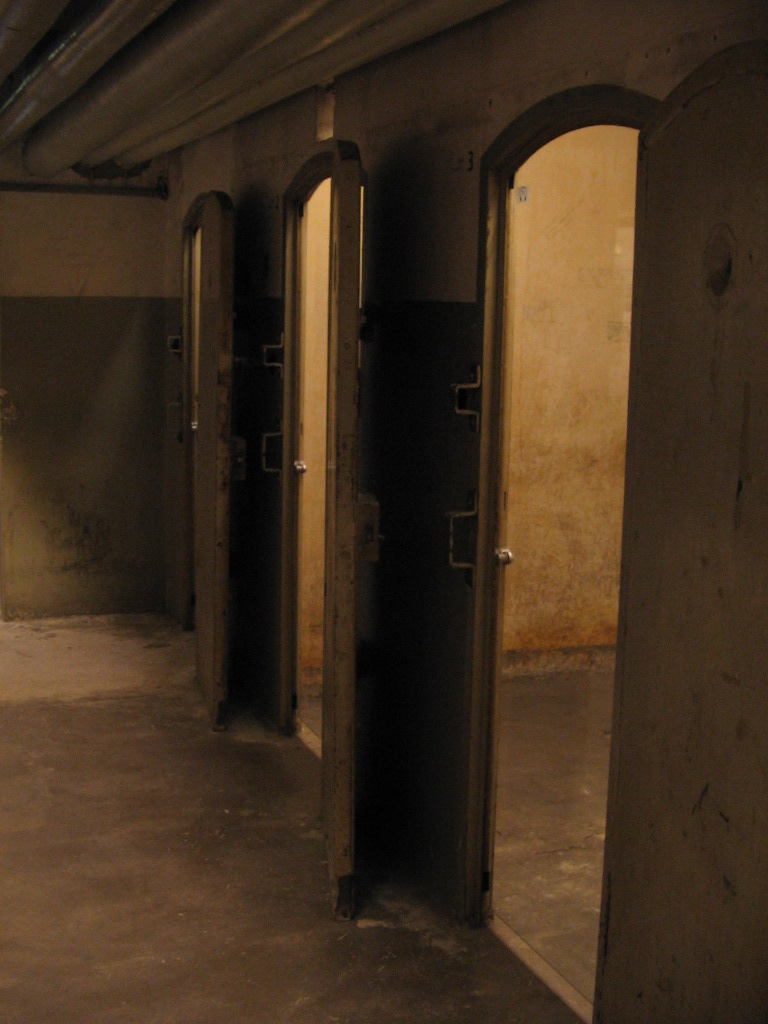
Zelle 1 bis 3 an der Elisenstraße
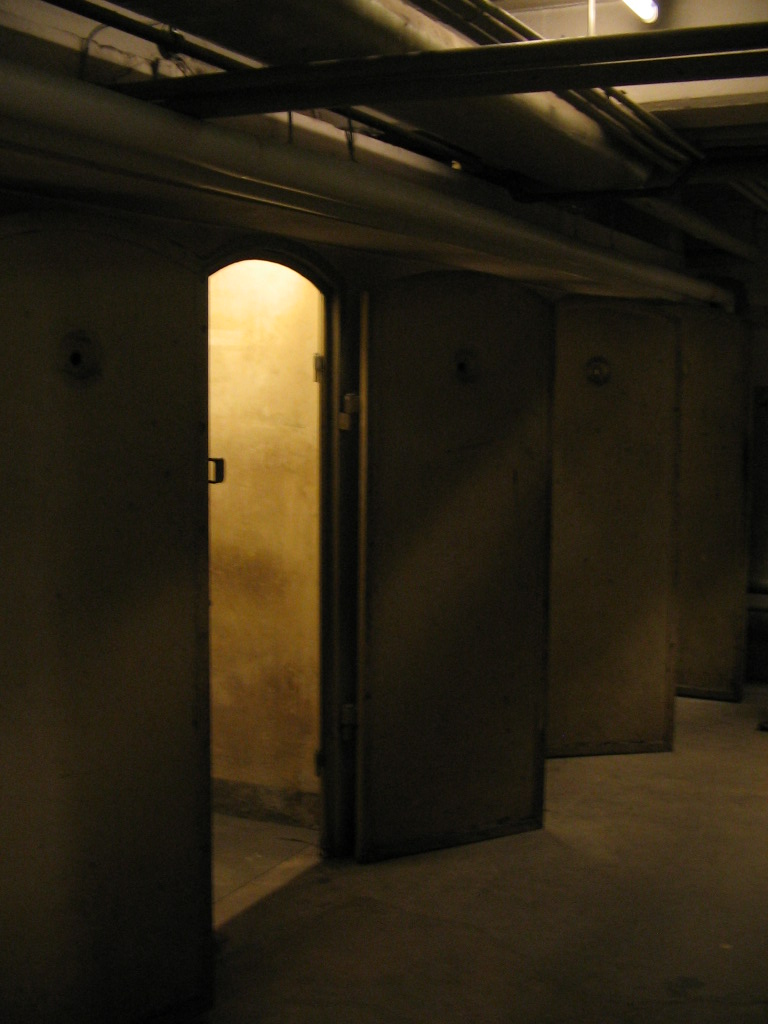
Zelle 7 bis 9 am Appellhofplatz
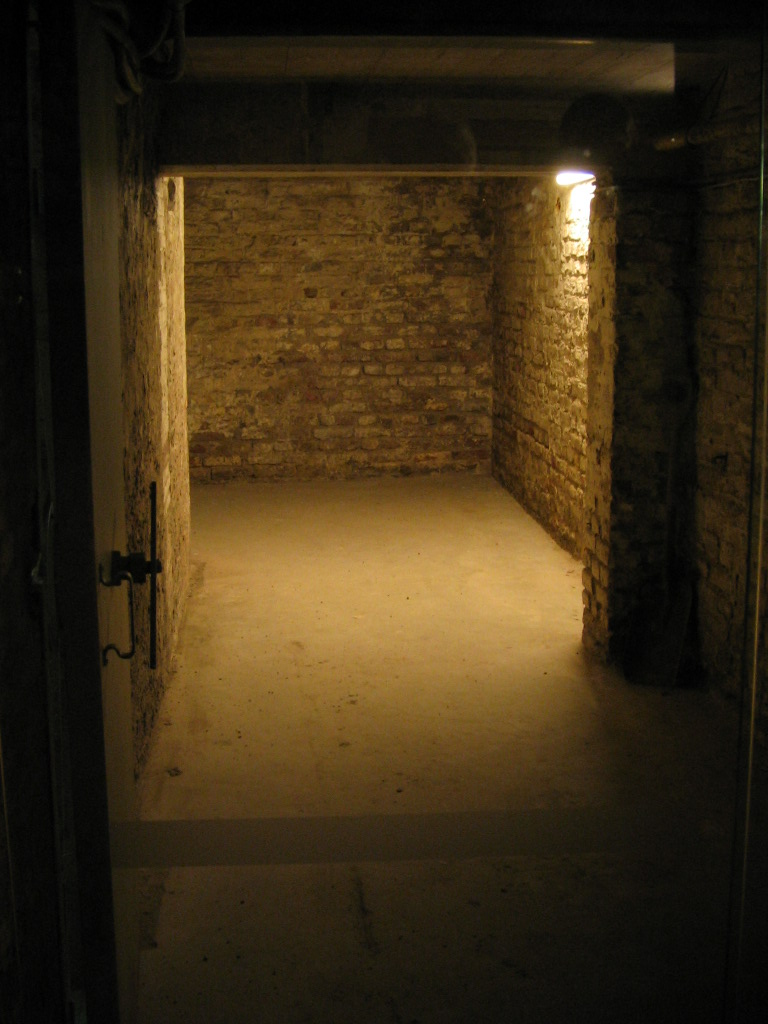
Zugang zum Bunker im Tiefkeller
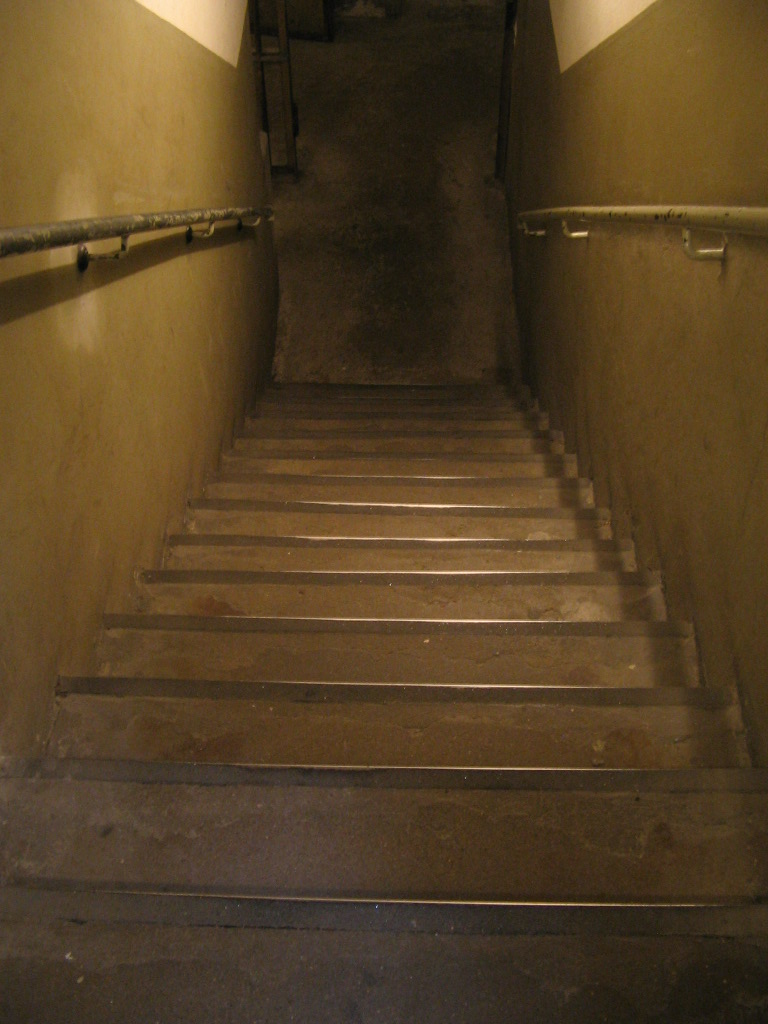
Zugang zum Keller am Appellhofplatz

## Häftlinge
Die meisten Häftlinge waren Kriegsgefangene und Zwangsarbeiter. Die Gestapo ging auch gegen Widerstandskämpfer vor. Unter anderem wurden Mitglieder der Ehrenfelder Gruppe, von denen einige zu den Edelweißpiraten gehörten, und die Organisation Komitee Freies Deutschland ins Visier genommen. Unter den Verhafteten waren unter anderen Joseph Roth, Otto Gerig, Jean Jülich und Gertrud Koch, Peter Schäfer und Hein Bitz. Viele Häftlinge wurden auch zur Vernehmung aus dem Klingelpütz und anderen Haftanstalten zum EL-DE-Haus gebracht. Der abgesetzte Kölner Oberbürgermeister Konrad Adenauer war entgegen einer verbreiteten Annahme nicht im EL-DE-Haus inhaftiert. Er wurde am Tag seiner ersten Verhaftung am 23. August 1944 direkt in die Kölner Messehalle gebracht, die als Gefangenenlager umfunktioniert war. Im EL-DE-Haus war allerdings seine Frau Gussi für die Nacht vom 24./25. September 1944 inhaftiert.

## Verhöre
Die Verhöre fanden anfangs auf der Ebene des Zellentraktes statt. Da das Haus in der Innenstadt lag, hörten viele Passanten die Schreie der Gefolterten. Später wurden die brutalen Verhöre in den Tiefkeller gelegt. Die Häftlinge wurden mit Schlägen mit Schlagringen, Totschlägern und Gummiknüppeln sowie mit Tritten und Faustschlägen misshandelt, um die gewünschten Aussagen zu erhalten.

## Hinrichtungen
Die Gestapo führte viele Massenhinrichtungen durch, die ohne Urteile vollstreckt wurden. Die Erlaubnis wurde der Kölner Gestapo vom Reichssicherheitshauptamt in Berlin erteilt. Die meisten Hinrichtungen fanden am Galgen statt. Nicht weit vom EL-DE-Haus entfernt befand sich ein Galgengerüst, an dem sieben Menschen gleichzeitig gehängt werden konnten. Die Leichen wurden auf einem dafür vorgesehenen Gestapofeld auf dem Westfriedhof in Bocklemünd vergraben. Für den Transport zum Friedhof wurden städtische Wagen der Müllabfuhr eingesetzt. Heute wird auf dem Friedhof an 788 Tote als Opfer der Gestapo erinnert. Viele wurden aber auch von ihren Angehörigen in ihren Heimatorten beerdigt. Die letzte Hinrichtung beim EL-DE-Haus fand am 2. März 1945 statt, kurz vor dem Einmarsch der amerikanischen Truppen.

## Flucht aus dem El-De-Haus
Dem russischen Zwangsarbeiter Askold Kurow gelang Mitte Februar 1945 die Flucht aus dem El-De-Haus. Als er zum Aktentransport im Tiefkeller eingesetzt war, wurde der wachhabende Gestapobeamte durch das Klingeln des Telefons eine Etage höher in das erste Untergeschoss, in welchem sich auch die Zellen befanden, gerufen. Durch eine unverschlossene Tür gelangte Kurow in den Heizungskeller des Hauses und nutzte dort eines der Kellerfenster, welche zwecks Anlieferung von Kohle in diesem Bereich nicht vergittert waren, zur Flucht. Er entkam unbemerkt aus einem neben der Haupteingangstür der Gestapozentrale liegenden Fenster auf den Gehweg und setzte sich ins Bergische ab. Kurow überlebte den Krieg und gelangte zuletzt in seine Heimat zurück.

## Wandinschriften

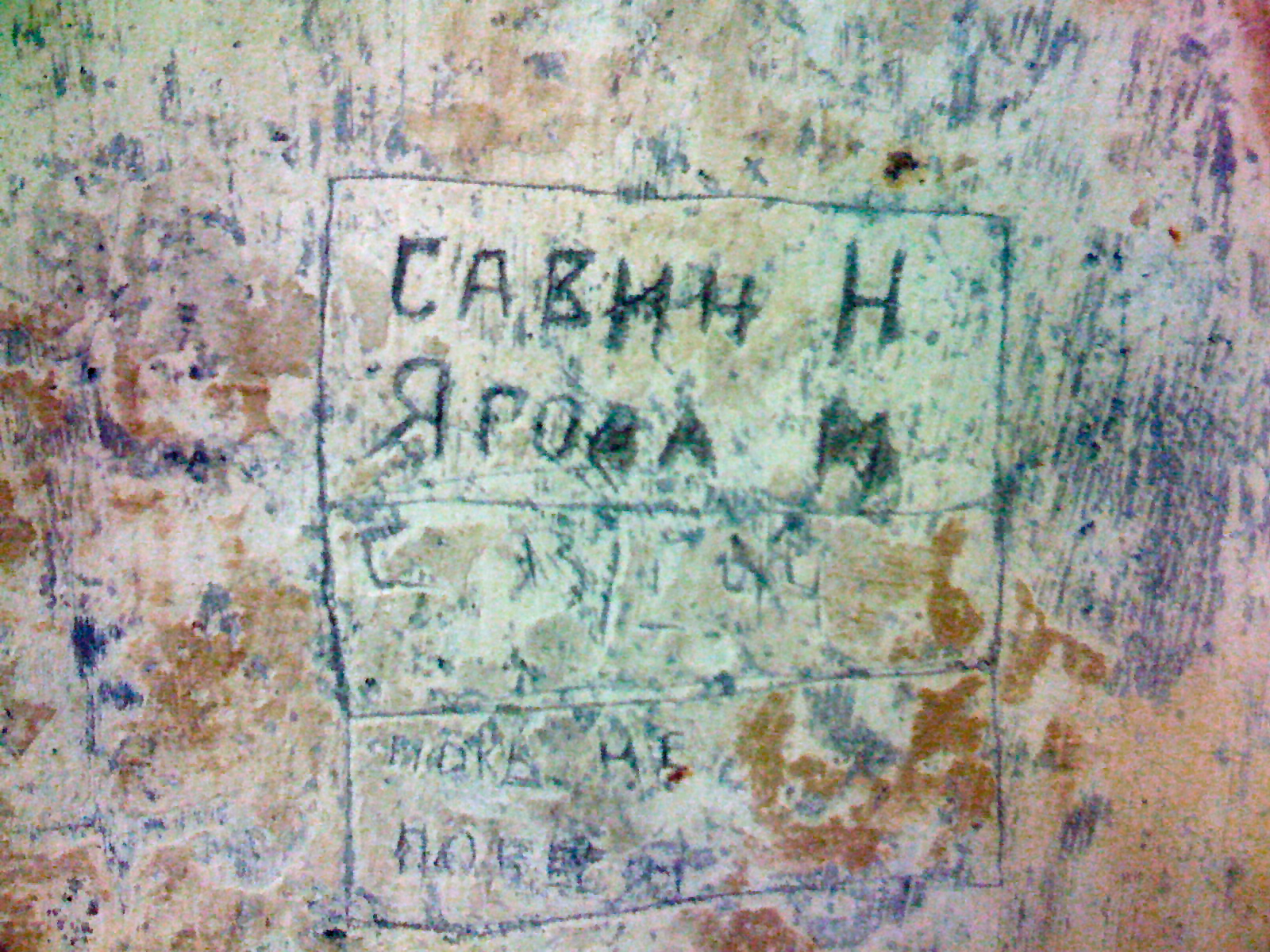
Einzelne Wandinschrift in einer Zelle

Viele Häftlinge schrieben aus der Ungewissheit, nie wieder ihre Angehörigen zu sehen und ihre Freiheit zu gewinnen, Botschaften oder zeichneten auch einfach Figuren, Landschaften, Tiere und Weiteres an die Wand. Da die Wände mehrmals überstrichen wurden, sind von den unzähligen Inschriften noch um die 1800 zu erkennen, die aus der Zeit zwischen Ende 1943 und 1945 stammen. Weitere Inschriften sind nur noch zu erahnen. Etwa 600 Inschriften in kyrillischer Schrift stammen von Russen und Ukrainern, weitere 300 sind in Französisch, Niederländisch, Polnisch, Englisch und Spanisch geschrieben. Nach dem Krieg wurden einige Trennwände zwischen den Zellen entfernt, so bei den Zellen 2 und 3 sowie bei den Zellen 5 und 6. Dadurch gingen einige Inschriften verloren.
Einige Beispiele seien hier aufgeführt:
Der russische Kriegsgefangene Askold Kurow (konnte fliehen und hat überlebt) aus Zelle 1:

„Hier bei der Gestapo haben zwei Freunde gesessen aus dem Lager Messe seit dem 24.12.44, Askold Kurow und Gaidai Wladimir, jetzt ist schon der 3.2.45. 40 Leute wurden gehängt. Wir haben schon 43 Tage gesessen, das Verhör geht zu Ende, jetzt sind wir mit dem Galgen an der Reihe. Ich bitte diejenigen, die uns kennen, unseren Kameraden auszurichten, dass auch wir in diesen Folterkammern umgekommen sind.“

In Zelle 1 gibt es außerdem noch den Schriftzug von Hans Weinsheime aus dem Jahr 1944:

„Wenn keiner an dich denkt, deine Mutter denkt an dich“

Ein französischer Gefangener schrieb in Zelle 6:

„Die deutschen Sitten enthüllen sich besonders in Zelle 6, wo die es fertigbringen, bis zu dreiunddreissig Menschen auf einmal hineinzupferchen.“

Vermutlich von einem Edelweißpiraten:

„Rio de Schanero, aheu kapalero, Edelweißpiraten sind treu“

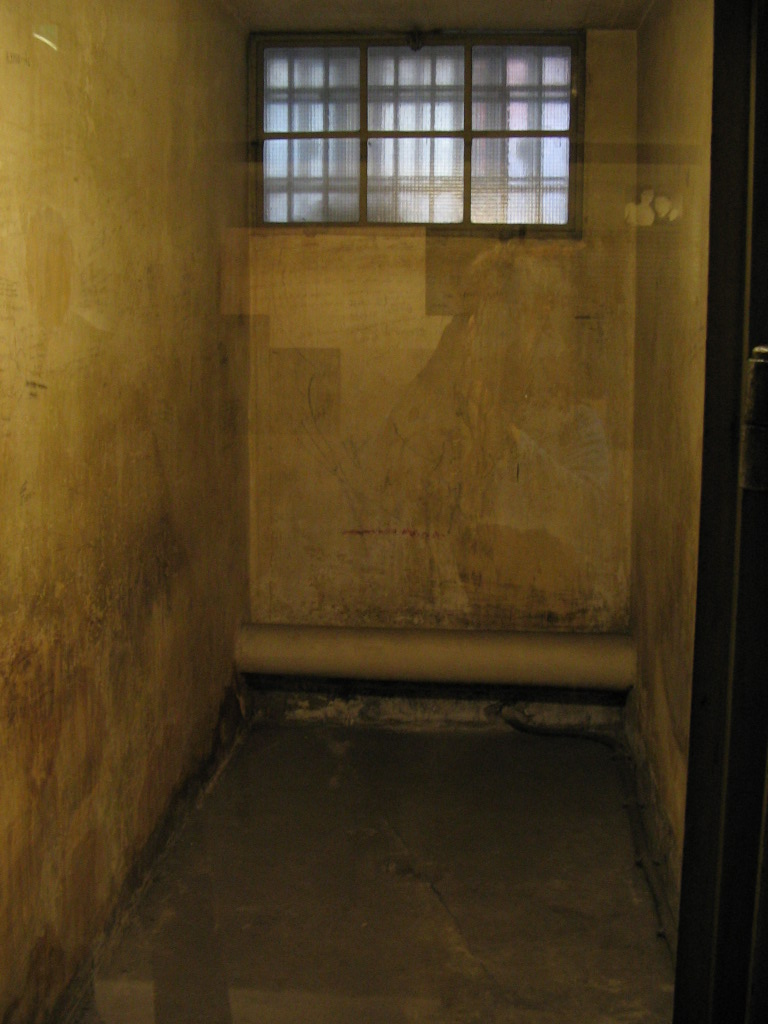
Zelle 1
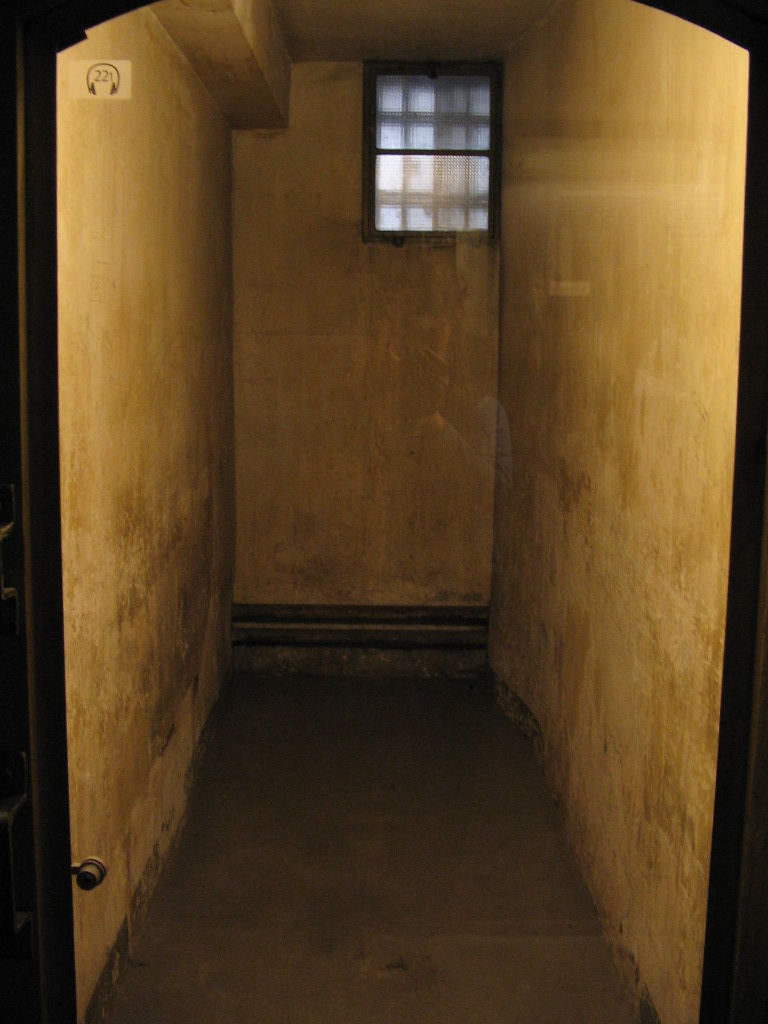
Zelle 9
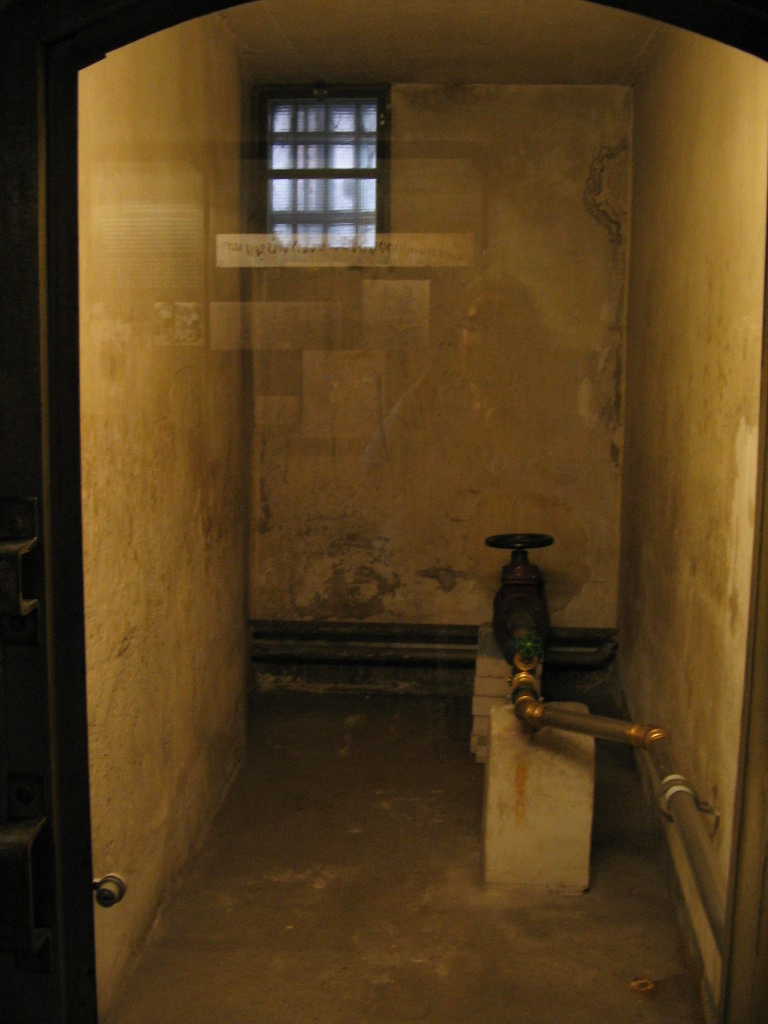
Zelle 10
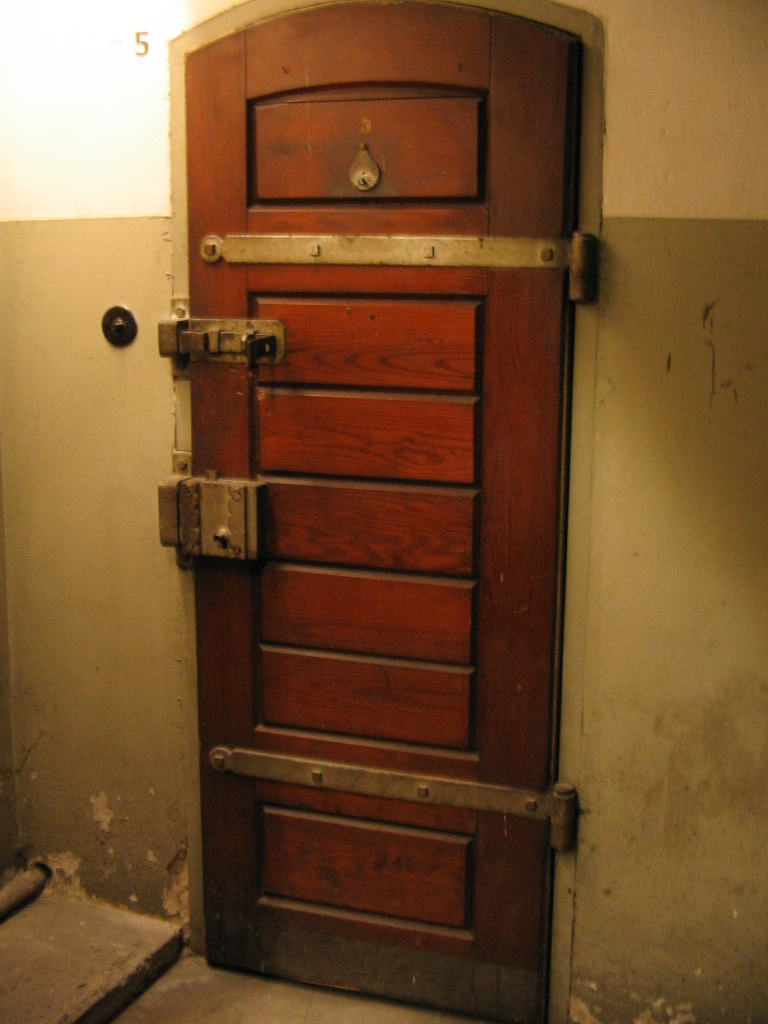
Tür zur Zelle 5

## Aussagen von Häftlingen und Zeitzeugen
Nach dem Krieg konnten einige ehemalige Häftlinge und Zeitzeugen nach den Haft- und Lebensbedingungen im Keller des EL-DE-Hauses befragt werden.
Stefania Balcerzak:

„Nata Tulasiewics wurde dreimal im Tiefkeller verhört. Wenn Nata nach unten ging, dann konnten wir sie schreien hören. Sie kehrte blutend zurück.“

Nata Tulasiewics (Beata Natalia Tulasiewicz) wurde im April 1944 verhaftet und verbrachte mehrere Wochen im EL-DE-Haus. Danach wurde sie in das Konzentrationslager Ravensbrück gebracht, wo sie am 31. März 1945 ermordet wurde. 1999 wurde sie von Papst Johannes Paul II. seliggesprochen.
Wilhelmine Hömens, die 1947 vor einem britischen Untersuchungsgericht als Zeugin aussagte:

„Am 1. März 1945 brachte ein Kommando der Stapo 70 bis 80 Mädchen und etwa 30 Männer aneinander gefesselt vom Klingelpütz zu Fuß über die Burgmauer zum Stapogelände. Es waren Deutsche und in der Mehrheit so genannte Ostarbeiter. Diese Menschen sind alle auf dem Stapogelände aufgehangen worden, denn ich habe den Rücktransport nicht gesehen, sondern habe festgestellt, daß nachmittags gegen 17 Uhr drei Lastwagen mit Leichen zum Friedhof geschafft worden sind.“

## Nach dem Krieg
Die Bombenangriffe vom 8. Juli 1941 brachten in der Langgasse und am Appellhofplatz bis Nr. 21 schwere Schäden; das Haus blieb während des Krieges weitgehend von Bomben verschont. Es wurde nach dem Krieg von Mietern und städtischen Dienststellen wie Standesamt, Rentenstelle, Rechts- und Versicherungsamt, Preisbehörde und Besatzungsamt
bezogen. 1947 bis 1949 wurde das Haus umgebaut und die Nachbarhäuser am Appellhofplatz und in der Elisenstraße in das Haus integriert. 1979 wurden Forderungen laut, das Haus zu einem Dokumentationszentrum zu machen. Im selben Jahr beschloss der Rat der Stadt Köln die Einrichtung einer Dokumentationsstelle.
Um auch den Keller ins öffentliche Licht zu rücken, ließen sich der Fotograf Gernot Huber und der Lehrer Kurt Holl unbemerkt über Nacht in den Keller einschließen. Sie fotografierten und dokumentierten die Wandinschriften und den Zellentrakt, der von den Dienststellen im Gebäude als Akten- und Abstellkammer genutzt wurde. Durch das lautstarke Echo in der Öffentlichkeit führte ein weiterer Beschluss der Stadt dazu, dass die Stadtkonservatorin Hiltrud Kier den Keller und die Inschriften restaurieren ließ und anschließend der Keller am 4. Dezember 1981 als Gedenkstätte eingerichtet wurde.

## Das EL-DE-Haus heute

NS-Dokumentationszentrum der Stadt Köln

→ Hauptartikel NS-Dokumentationszentrum der Stadt Köln
Von der ursprünglichen Gestaltung des Zellentraktes sind die Zellen erhalten. Die Eisengitter vor den beiden Treppen des Kellers, die Nummern der Zellen und auch die Türschlösser sind noch intakt. Des Weiteren sind sehr viele Wandinschriften erhalten, die vor allem in den Zellen 1 bis 4 an der Elisenstraße zu besichtigen sind. An den Wänden und am Boden sind noch die Einkerbungen der Pritschen zu erkennen, die einige Monate vor Ende des Krieges entfernt wurden, um mehr Platz in den Zellen zu schaffen, die höchstens für zwei bis drei Gefangene gebaut wurden, aber in dieser Zeit stark überbelegt waren.
Ausgehend von der Gedenkstätte im Keller ist das Haus seit dem 19. September 1988 vor allem ein Dokumentations- und Forschungszentrum, das ein Museum enthält sowie eine Bibliothek als Lern- und Bildungsort und dessen Förderverein sich nach dem EL-DE-Haus benannt hat (Verein EL-DE-Haus e. V.). Im Museum ist die Dauerausstellung Köln im Nationalsozialismus zu besichtigen. Die Bibliothek soll vor allem Schüler und Jugendliche ansprechen und darüber hinaus werden Projekte der Schüler gefördert. Eine weitere Aufgabe des Zentrums ist die Sammlung von Zeitzeugenberichten, Fotos und Aktenschriftstücken aus der Zeit des Nationalsozialismus. Eine Datenbank Erlebte Geschichte ist im Internet abrufbar.
Das Dokumentationszentrum wurde durch Anmietung weiterer Räumlichkeiten im Laufe des Jahres 2012 erweitert. Das EL-DE-Haus, in dem sich neben dem Dokumentationszentrum auch Räumlichkeiten der Kölner Stadtverwaltung befinden, die nach einem Ratsbeschluss von 2017 ab 2019 ebenfalls dem NS-Dok zur Verfügung stehen, ist im Eigentum der Nachkommen Leopold Dahmens.